# بشر بن أبي خازم الأسدي
بشر بن أبي خازم بن عمرو بن عوف بن حميري بن أسد بن خزيمة بن مدركة بن الياس بن مضر بن نزار، ويكنى بأبي نوفل، هو شاعر جاهلي فحل من أهل نجد، من بني أسد بن خزيمة، عاش بين العقد الثالث والعقد الأخير من القرن السادس الميلادي، وشهد حرب أسد وطيء.

## شعر بشر بن أبي خازم
حفل شعر بشر بن أبي خازم بذكر الوقائع والحروب التي كانت تقوم بين القبائل، وكان لا يجد حرجًا في الغلو الجامح في شعره، الذي كان قريبًا من الأسطورة والمستحيل، لعظم انفعاله وضعف الحس الواقعي في كلامه. وكان يختار من الواقع الذي يألفه مشاهد موحية، يعزلها ويعممها، كرمز للواقع جميعه.

## موقفه مع أوس بن حارثة الطائي
هجا بشر أوس بن حارثة الطائي بخمس قصائد، ثم غزا طيئاً فجُرح وأسره بنو نبهان الطائيون فبذل لهم أوس مائتي بعير وأخذه منهم، فكساه حلته وحمله على راحلته وأمر له بمائة ناقة وأطلقه، فانطلق لسان بشر بمدحه فقال فيه خمس قصائد محا بها الخمس السالفة.

## وفاته
قُتل بشر بن أبي خازم نحو عام 32 قبل الهجرة في غارة أغارها على بني صعصعة بن معاوية، رماه فتى من بني واثلة بسهم أصاب ثندؤته.

## تراثه الشعري
خلف ابن أبي خازم ديوانًا من الشعر بلغت قصائده 46 قصيدة، ونُشر في دمشق سنة 1960، ثم أعيد طبعه فيها سنة 1973 بعناية الدكتور عزة حسن وتحقيقه، وبلغ عدد أبيات الديوان نحوًا من 800 بيت.

## وصلات خارجية
- أدب العرب: بشر بن أبي خازم
- بوابة الشعراء: ديوان بشر بن ابي خازم الأسدي
- مكتبة الإسكندرية: فوزي محمد أمين: شعر بشر بن أبي خازم الاسدي: رؤية تاريخية وفنية